# Песнь о саксах
«Песнь о саксах», часто называемая просто «Саксы» (Les Saisnes), — поэма, написанная Жаном Боделем в самом конце XII века и восходящая, вероятно, к какому-то более древнему образцу. Повествует о войне Карла Великого с племенем саксов.
Написана александрийским стихом и насчитывает более 8000 строк.

## Содержание
В основу поэмы положено действительное историческое событие — долгая война с саксами (772—804). Однако поэт вольно обошёлся с хронологией — саксы у него вторгаются во Францию, заслышав о несчастье при Ронсевале (778 год), хотя поход Карла против саксов относится к 785 году. К тому же саксы в поэме сделаны мусульманами. Жена вождя саксов Гвитеклина (Guiteclin, искажённое Видукинд) Сибилла влюбляется в Бодуэна, брата Роланда, и заводит с ним любовную интригу. Бодуэну приходится преодолевать множество препятствий, чтобы являться на свидания; для этого он иногда надевает доспехи одного из сарацин, которого он победил в поединке. Военные действия продолжаются два года. Все это время любовники не прерывают свои встречи. Затем происходит решительное сражение, в котором франки побеждают, а Гвитеклин гибнет (исторический Видукинд не погиб). Сибилла принимает христианство и выходит замуж за Бодуэна. Спустя несколько лет тот погибает во время нового сражения франков с саксами, которых ведут за собой сыновья Гвитеклина.

## Издания
- La Chanson des Saxons par Jean Bodel, publiee pour la première fois par Fr.Michel. Paris, 1839, 2 vol.
- Jean Bodels Saxenlied. Teil I, unter Zugrundelegung der Turiner Handschrift von neuen herausgegeben von F.Menzel und E.Stendel. Marburh, 1906.
- Jean Bodels Saxenlied. Teil II, unter Beigabe der abweichenden Redaktion der beiden Pariser Handschriften von neuen herausgegeben von E.Stengel. Abhandlung von A.Heins: Ueber das Verhältnis der Redaktion AR im ersten Abschnitt der zweiten Teiles von Jehan Bodels Sachsenlied. Marburg, 1909.
- Jehan Bodel. La Chanson des Saisnes, édition critique par A.Brasseur. Genève, 1989, 2 vol. (TLF, № 369).